# Max Pinlig 2 - sidste skrig
Max Pinlig 2 – sidste skrig (også kendt som Max Pinlig på højskole og Max Pinlig 2) er en dansk komediefilm fra 2011 baseret på tv-serien Max. Det er anden film i rækken om Max Christiansen, hvoraf den første, Max Pinlig er fra 2008. Den blev efterfulgt af Max Pinlig 3 på Roskilde i 2012.

## Handling
Max har det besværligt med at gå i 9. klasse efter sommerferien og han skal finde en praktikplads, da han ikke ved, hvad han skal vælge. Han har også andre problemer, da hans kæreste Esther sender forvirrende signaler til ham, da hun omtaler ham som hendes kæreste, men ikke vil være sammen med ham. Samtidig vil hans mor have ham på en højskole i Jylland, hvor forholdet mellem mor og søn kulminerer. Det ender med, at han søger en praktikplads i en bank, men det er hans mor ikke tilfreds med, og så dukker Hassan og Esther op, fori de er bekymrede for ham, og Max presses til at få styr på sit liv.

## Medvirkende
- Samuel Heller-Seiffert – Max Christiansen
- Mette Agnete Horn – Agnete - Max' mor
- Lars Bom – Steen Cold
- Anna Agafia Svideniouk Egholm – Esther
- Henrik Lykkegaard – Bankdirektør
- Anders Hove – Mogens
- Faysal Mobahritz – Hassan
- Florian Fastina - (Voiceover På Ugebladsoverskrifterne)
- Luca d'Apuzzo Poulsen
- Malika Ferot
- Camille-Cathrine Rommedahl
- Niels-Martin Eriksen- Thor